# Каналокопатель
Каналокопа́тель (также канавокопа́тель) — приспособление или машина, предназначенная для отрытия осушительных канав, дренажных и оросительных каналов, кюветов и т. п. Применяются в мелиорации, торфяной промышленности, в дорожном и железнодорожном строительстве. Различаются машины с пассивными, активными и комбинированными рабочими органами. В качестве пассивных рабочих органов могут выступать плуг или отвал, в качестве активных — снабжённые ковшами или скребками цепь или ротор, фрезы, шнеки и др.
Каналокопатель может представлять собой самодвижущуюся машину или навесное оборудование к трактору.
Рабочим органом отвальных каналокопателей является двойной симметричный отвал грейферного типа, разрабатывающий грунт послойно и формирующий дно и откосы отрываемого канала. Роторные, цепные и шнековые каналокопатели представляют собой машину продольного копания — экскаватор непрерывного действия, движущийся вдоль оси отрываемого канала и разрабатывающий грунт с помощью ковшовой или скребковой цепи, ковшового или скребкового ротора, роторных фрез или шнеков (так называемый экскаватор-каналокопатель). Каналокопатели с комбинированным рабочим органом за один проход отрывают каналы глубиной до 3 метров, причём каждый рабочий орган создаёт свою часть сечения отрываемого канала.

## Каналокопатели с плужным рабочим органом
Примером каналокопателя с пассивным рабочим органом плужного типа служит МК-16, являющаяся навесным оборудованием к трактору Т-130Г-1 и предназначенный для очистки и прокладки временных оросительных каналов в грунтах категорий I—II. Машина отрывает за один проход канал трапецеидальной формы глубиной 0,5 метра и шириной по дну 0,6 метров, заложение откосов 1:1 (при необходимости заложение может изменяться). Каналокопатель состоит из двухотвального плуга со сменными лемехами, укреплённого на стойке, он снабжён уплотнителями откосов и опирается на лыжу, ограничивающую заглубление лемеха. В процессе работы разрабатываемый грунт извлекается и распределяется вдоль бермы.

## Экскаваторы-каналокопатели

### Плужно-роторные каналокопатели
Плужно-роторные каналокопатели в качестве рабочего органа используют наклонный ротор и отвал. Ротор создаёт опережающую щель вдоль одного из откосов канала, отвалом вырезается грунт вдоль второго откоса, грунт с отвала направляется на ротор и выносится специальными выносными лопатками ротора в отвал, располагающийся вдоль одной из берм. Дальность отброса регулируется отбойным щитком. Примером плужно-роторного каналокопателя служит МК-17, отрывающий каналы трапецеидального сечения глубиной до 0,5 метров в грунтах категорий I—III с каменистыми включениями не более 80 мм. Каналокопатель МК-17 является навесным оборудованием к трактору ДТ-75Б.

### Двухроторные каналокопатели
Двухроторные каналокопатели в качестве рабочего органа используют два наклонных ротора (фрезы), каждый из которых при движении машины прорезает щель вдоль соответствующего откоса. Подрезанная центральная призма грунта разрыхляется с помощью установленных на роторах рыхлителей и падает на роторы под действием силы тяжести, грунт выносится роторами в отвалы по обеим сторонам канала. Оборудование должно обладать высокой прочностью, так как в процессе работы оно подвергается значительным истирающим нагрузкам при трении о высокоабразивную среду и, а также ударным нагрузкам при встрече с погребённой древесиной и камнями. Примером двухроторного каналокопателя служит КФН-1200 и его усовершенствованная модель КФН-1200А производства Мозырского завода мелиоративных машин. Каналокопатели этих моделей монтируются на базовом тракторе Т-100МБГС и прорывают осушительные каналы глубиной до 1,2 метров в торфяных и торфоминеральных грунтах категории I. Ширина канала по дну 0,25 метров, заложение откоса 1:1. Изъятый грунт распределяется тонким слоем по обе стороны от канала на расстоянии до 10 метров.

### Шнекороторные каналокопатели
Шнекороторные каналокопатели представляют собой роторный траншейный экскаватор, снабжённый двумя наклонными шнеками с режущими элементами. Ротор отрывает траншею по оси канала, вращающиеся шнеки разрабатывают грунт вдоль откосов, подавая грунт на ротор. Разрабатываемый грунт выносится ротором из канала и подаётся на пару отвальных конвейеров, которые удаляют его в отвалы вдоль обоих берм. Шнекороторные экскаваторы — одни из самых крупных траншейных экскаваторов.